# Тур Лангедок-Руссильон
Тур Лангедок-Руссильон (фр. Tour du Languedoc-Roussillon) — шоссейная многодневная велогонка, проходившая по территории Франции в 2004 году.

## История
В сентябре 2002 года было объявлено о приостановке гонки Гран-при Миди Либре в ожидании её покупателя.
Администрация региона Лангедок-Руссильон, где проходил Гран-при Миди Либре хотела проводить профессиональную гонку на своей территории. В итоге в сотрудничестве с организацией A.S.O., проводящей Тур де Франс, была создана данная гонка. Она была проведена в мае 2004 году, а её маршрут состоял из 5 этапов общей протяжённостью почти 900 км.
В следующем 2005 году не нашлось достаточно спонсоров, и гонка больше не организовывалась.

## Призёры
| Год  | Победитель   | Второй          | Третий      |
| ---- | ------------ | --------------- | ----------- |
| 2004 | Кристоф Моро | Вячеслав Екимов | Икер Флорес |